# Hněvkovice
Hněvkovice (en allemand : Hniewkowitz) est une commune du district de Havlíčkův Brod, dans la région de Vysočina, en Tchéquie. Sa population s'élevait à 592 habitants en 2020.

## Géographie
Hněvkovice se trouve à 6 km à l'ouest-sud-ouest de Ledeč nad Sázavou, à 29 km à l'ouest-nord-ouest de Havlíčkův Brod, à 43 km au nord-ouest de Jihlava et à 70 km au sud-est de Prague.
La commune est limitée par Chřenovice au nord, par Kožlí à l'est, par Šetějovice et Dolní Kralovice au sud, et par Loket à l'ouest.

## Histoire
La première mention écrite de la localité date de 1262.